# ケンブリッジ・ルール
ケンブリッジ・ルールズ（英: Cambridge rules）は、1848年にイングランドケンブリッジ大学でH・デ・ウィントンおよびJ・C・スリングを含む委員会によって初めて起草されたフットボール規則の一種である。ケンブリッジ・ルールズはゴールキック、スローイン、フォワードパスが許され、ボールを持ったまま走ることが禁止されたことでも重要である。これらのルールはアソシエーションフットボール（サッカー）やオーストラリアン・ルールズ・フットボール、それに続くフットボールのルールの発展に影響を与えた。1863年、フットボール・アソシエーションが設立され、ケンブリッジルールを基に競技方法や規約、統一したルールが作成され、サッカーが成立した。

## ケンブリッジ大学フットボールクラブ
ケンブリッジにおいてフットボールは常に人気があり、1579年にチェスタートンにおいて住民とケンブリッジ大学の学生との間で試合が行われた。この試合は乱闘で終了し、その結果大学のグラウンド外でフットボール（footeball）をプレーすることを禁止する命令が大学副総長によってなされた。この命令やその他の命令にもかかわらず、フットボールはケンブリッジにおいて人気であり続けた。記録によると1838年にジーザス・カレッジの校長G. E. Corrie博士は以下のように言及している：1838年に『Willisと共に歩いている時にパーカーズ・ピースのそばを通り、40人程のガウンを着ている人々（学生）がフットボールをプレーしているのが見えた。その光景の目新しさや活発さは愉快であった!』。ラグビー校の卒業生であったアルバート・ペルは1839年に大学でフットボールの試合を開催しようとしていたが、学生の出身校でそれぞれ規則が異っていたために互いに歩み寄った規則を制定する必要があり、これがケンブリッジルールの起源となった。この初のフットボール規則の形成において果たした役割から、ケンブリッジにあるパーカーズ・ピースは今でもサッカーファンと歴史家の神聖な芝生となっている。
1846年、シュルーズベリー校の卒業生であったH・デ・ウィントンおよびJ・C・スリングはイートン校の卒業生達と共にケンブリッジ大学にフットボールクラブを設立した。それまではわずか数試合しか開催されていなかったが、1848年にはフットボールに対する関心が再び高まっていた。いかにして1848年のルールが策定されたかという物語は後にH. C. Maldenによって1897年10月8日に書かれた書簡で語られている。

私はケンブリッジトリニティ・カレッジに上がった。翌年、その頃流行っていたホッケーよりむしろフットボールを始めようとする試みがなされた。しかし、皆がそれぞれの出身のパブリックスクールで慣れた規則でプレーしようとしたため、結果は悲惨な混乱状態となっていた。私はイートン校の卒業生がラグビー校の卒業生に向かってボールを手で扱うことについてどのようにわめいていたのかを覚えている。そして、パブリックスクール卒業生からそれぞれ2名、大学代表としてパブリックスクール出身でないものからも2名が代表者として選ばれることが合意された。G. Saltと私が大学代表として選ばれた。他が誰だったか覚えていればよかったのだが。ラグビー校の一人はBurn、イートン校の一人はWhymperであったように思う。私達は全員で14名だったと思う。ハーロー、イートン、ラグビー、ウィンチェスター、シュルーズベリーの代表者である。私達はホールの後の午後四時に私の部屋に集った。長い会合が予期され、私は机を片付けペンとインク、紙を用意した。何人かは入ってくると、試験は受かったのかどうか私に尋ねた! 皆がそれぞれの出身校のルールの写しを持参するか暗記してきていて、新ルールを作る我々の歩みはゆっくりであった。投票が同数であった時に、公平な立場のSaltと私は幾度もルールを採用あるいは不採用とした。我々は午前零時の5分前に解散した。この新ルールは「ケンブリッジ・ルールズ」として印刷され、写しは配布されたりパーカーズ・ピースに掲示されたりし、非常に満足のいく働きをした。これらのルールは忠実に守られ、このルールを好まないからといってプレーをやめてしまったパブリックスクール出身の生徒については耳にしたことがない。[...] さて、この後、他の者がこれらのルールを採用し、ケンブリッジではまだ有効であったが、わずかな修正を加えてアソシエーション・ルールズとなった。フェアキャッチとフリーキック（ハーロー校ではまたプレーされている）は廃止された。オフサイドルールはよりゆるやかになった。「ハンド」はより厳しくなった; これは賢明に修正されたばかりである。

ケンブリッジ・ルールの作成者らは、パブリックスクールの様々なフットボールルールでプレー経験のある生徒に受け入れられるようなゲームを策定しようと努めた。パブリックスクールの試合は、ラグビー校の試合（手でボールを扱うこと、後方へのパス）からイートン校の試合（ドリブルを好み、厳しいオフサイドのルールがある）、チャーターハウス校（ドリブルを含み、前方へのパスが許可されていることが特徴）まで幅広いルールが含まれている。ケンブリッジ・ルールズで採用されたオフサイドルールは以下のように述べられている:

もしボールが選手にパスされ、ボールが自陣ゴールの方向から来た場合、その選手の前方に3人を越える相手チームの選手がいなければ、その選手は相手チームがボールを蹴るまでそのボールに触れてはならない。また、選手は相手ゴールとボールとの間にぶらぶらと位置してはならない。（1856年、あるいはそれ以前）

このルールは後に、ザ・フットボール・アソシエーションによって1867年に実質的に採用されたが、「3人を越える」の部分は「少なくとも3人」に弱められた。選手にボールの前で動くことを許可したこのオフサイドルールは後のコンビネーションゲームの発展に道を開いた。
ケンブリッジ・ルールズは策定された初のフットボール規則であり、現代アソシエーション・フットボール（サッカー）の前身である。このルールは、以下に見られるように、エベネザー・コブ・モーリーによってザ・フットボール・アソシエーションのためにロンドンで起草された現代フットボール規則の作成に大きな影響を及ぼした。

ケンブリッジ・ルールズはアソシエーションが採用するのに最も望ましいと思われる。

これら（ケンブリッジ・ルールズ）は、このゲームの真の本質を最高の簡潔さと共に包含している。

ケンブリッジにあるパーカーズ・ピースには現代フットボールの成立において果たした特有の役割が以下のように記された記念碑がある。

ここパーカーズピースにおいて、18世紀、学生達はボールのキャッチと「ハッキング」を禁止し、力よりも技術を重視した簡潔なフットボール規則を定めた。これらの「ケンブリッジ・ルールズ」は1863年のフットボール・アソシエーション・ルールズに決定的な影響を与えた。

ケンブリッジ大学アソシエーション・フットボール・クラブは現代パスサッカーの発展において重要な役割をも果たした。このクラブは「サッカーの戦術を転換し、ほとんど単独で現代サッカーを考案した」と1882年に認められている。同時代の人々はケンブリッジは、それぞれの選手がフィールドのエリアを割り振られ、パスを基盤にして選手がチームの一部としてプレーした初の「コンビネーション」チームであったと記している。
C・W・アルコックによる、初期のフットボール競技スタイル「攻撃の的確な体系的な行動のスキーム」および「精巧なコンビネーション」の歴史に関する論考（クイーンズパークを含む「北部」チームへの言及を含む）において、アルコックは1891年に、「現代において流行しているシステムの完成、大部分は数年前に作られた。1883年のケンブリッジ大学イレブンは攻撃とともに守備において真価を発揮する体系的なコンビネーションのあらゆる可能性を見せた初めてのチームである」と記している。

## ケンブリッジ・ルールズ（1856年頃）
1848年のルールの写しは現存していないが、1856年頃のユニバーシティー・ルールズの以下のセットが現在もシュルーズベリー校の図書館に保管されている。
The Laws of the University Foot Ball Club
1. このクラブはザ・ユニバーシティー・フットボールクラブと呼ぶものとする。
2. 試合の開始時、ボールはグラウンドの中央からキックオフするものとする: 毎得点後、同様の方法でキックオフが行われるものとする。
3. 得点後、得点された側からキックオフを行うものとする; それとは反対の事前の取り決めがない限りはゴールを変更する。
4. ボールがゴールの両側のフラッグポストの線を越えた場合はアウトとなる。その場合はボールは真っ直ぐに投げ入れられるものとする。
5. ボールが両陣のゴールを通過した時ボールは「ビハインド」となる。
6. ボールがビハインドとなった時は、ボールがグランウンドを出た場所から、10歩調以内の前方からキックオフされるものとする。
7. ボールがフラッグポストの間のストリングの下側に蹴り込まれた場合はゴールとなる。
8. 選手が足で蹴られたボールを直接キャッチした場合は、ボールを持って走らず、ボールを蹴ることができる。その他の場合、ボールを止める時を除いてはボールに手で触れてはならない。
9. もしボールが選手にパスされ、ボールが自陣ゴールの方向から来た場合、その選手の前方に3人を越える相手チームの選手がいなければ、その選手は相手チームがボールを蹴るまでそのボールに触れてはならない。また、選手は相手ゴールとボールとの間にぶらぶらと位置してはならない。
10. 選手を押えたり、手で押したり、足でひっかけて転ばせてはいけない。以上のルールに合致する方法でボールを得ることをその他の選手は阻止してよい。
11. 試合の勝敗は、毎試合の得点の大小で決定されるものとする。

（署名）
H. Snow, J. C. Harkness; イートン
J. Hales, E. Smith; ラグビー
G. Perry, F. G. Sykes; 大学
W. H. Stone, W. J. Hope-Edwardes; ハロウ
E. L. Horner, H. M. Luckock; シュルーズベリー

## The Simplest Game（あるいはジ・アッピンガム・ルールズ）
1862年、後にアッピンガム校の教師となるJ. C. Thringは、彼が「The Simplest Game」と呼ぶ新たなルールのセットを考案した。これらのルールは「アッピンガム・ルールズ」としても知られている。Thringのルールは通常ケンブリッジ・ルールズとは見做されていない。
1. ゴールはボールがバーの下を通ってゴールを通過した場合は、手で投げられた時を除いて、いかなる時も得点となる。
2. 手はボールを止める時、足よりも前にグラウンドにボールを置く時のみ使用してよい。
3. キックは「ボールに対して」のみ行わなければならない。
4. 選手は空中にあるボールを蹴ってはならない。
5. ボールを足で掬い上げることあるいはヒールキックは禁止
6. ボールがサイドフラッグを越えてキックされた時は常に、キックした選手によってボールがフラッグラインを通過した位置からグラウンド中央に向けて一直線に戻されなければならない。
7. ボールがゴールラインの後ろにキックされた場合は、ゴール側のチームによってそのラインからキックオフとなる。
8. キックオフの際、キッカーから6歩調以内に対戦チームの選手は立ってはならない。
9. ボールより前に位置した選手はただちに「プレー外」となり、できるだけ速やかにボールより後方に戻らなければならない。味方チームがキックしたボールが選手を過ぎた場合、その選手は相手チームがそのボールに触れるか前方の味方チームの選手がキックできるようになるまで、ボールに触れたり、キックしたり、前進したりしてはならない。
10. 選手がプレー外の時（すなわちボールが選手の後方にある時）はチャージングは禁止。

## 1863ケンブリッジ大学ルール
1863年10月、ザ・フットボールアソシエーション (FA) の初会合のすぐ前に、委員会はケンブリッジルールズの新改訂版を策定した。これらのルールは程なく報道機関に公表され、その後設立間も無いFAの委員会の注目を集めた。これらのルールはFAのメンバーの大多数から支持され、FAでその後討議されたルール策定に影響を与えた。FA委員会はケンブリッジルールズの一部を採用することを投票で決定し、ブラックヒースの代表者は不快感を示した。ブラックヒースのFAからの脱退の決定は後のラグビーフットボールの発展と成文化を引き起こした。
1. グラウンドの長さは150ヤード、幅は100ヤードを越えてはならないものとする。グラウンドはポストによって区切られ、2つのポストはそれぞれのゴールラインから25ヤードの距離のサイドライン上に置かれなければならないものとする。
2. ゴールはそれぞれ15フィートの距離にある2つの地面に垂直に立っているポールで構成されるものとする。
3. ゴール（陣地）とキックオフの選択はコイントスで決定され、ボールはグラウンドの中央からキックオフされなければならないものとする。
4. 試合中、同意済みの時間の半分が経過した時、次にボールがプレー外になった時に陣地を交換するものとする。その後、キックオフは前と同じ方向に向けてグラウンド中央から始まるものとする。
5. 試合時間およびそれぞれのチームの選手数はそれぞれのチームの代表によって決められるものとする。
6. 選手がボールをキックした時、相手側のゴールラインに一番近い味方選手は「プレー外」となり、ボールに触れたり、ボールに触れようとするその他の選手を妨げたりしてはならない。
7. ボールがサイドラインを越えてグラウンド外に出た時、ボールをプレー外となり、ボールが止まった位置からグラウンド内に真っ直ぐキックするものとする。
8. 選手が相手側のゴールラインを越えてボールをキックした時、誰であろうとグラウンド上のボールを初めて手で触れた選手が、ゴールラインから真っ直ぐボールを戻す「フリー」キックを得ることができる。
9. ボールがキックされた時後方にいた選手は、相手ゴールラインを越えたボールに触れてはならない。
10. ボールがゴールライン後方かつサイドポストのラインを越えて接地（タッチダウン）した場合は、フリーキックは25ヤードポストから行うものとする。
11. 選手がフリーキックを得た時、味方選手はボールとゴールラインとの間に、相手選手は10ヤード以内に立ってはならない。
12. フリーキックは選手が選択したいかなる方法でも行うことができる。
13. ゴール（点）はボールがポールの間の地面を通過あるいは満足する高さでポールの間を通過した時に得られる。
14. ボールはプレー中体のどの部分でも止めてよいが、手、腕あるいは肩で保持あるいは打ってはならない。
15. 全てのチャージングはフェアである。しかし手によるホールディングおよびプッシング、ボールを足で掬い上げること、向こうずねを蹴ることは禁止である。

（署名）
Rev. R. Burn（シュルーズベリー）、委員長
R.H. Blake Humfrey（イートン）
W.T. Trench（イートン）
J.T. Prior（ハロウ）
H.L. Williams（ハロウ）
W.R. Collyer（ラグビー）
M.T. Martin（ラグビー）
W.P. Crawley（マールバラ）
W.S. Wright（ウェストミンスター）